# Clint Banbury
Clinton Dwight Banbury (conocido como Clint Banbury; 31 de octubre de 1949) es un jinete canadiense que compitió en la modalidad de concurso completo. Ganó dos medallas en los Juegos Panamericanos de 1971, oro en la prueba por equipos y plata en individual.

## Palmarés internacional
| Juegos Panamericanos | Juegos Panamericanos | Juegos Panamericanos | Juegos Panamericanos |
| Año                  | Lugar                | Medalla              | Categoría            |
| -------------------- | -------------------- | -------------------- | -------------------- |
| 1971                 | Cali (Colombia)      | Medalla de oro       | Por equipos          |
| 1971                 | Cali (Colombia)      | Medalla de plata     | Individual           |